# 船着村 (和歌山県)
船着村（ふなつきむら）は、和歌山県日高郡にあった村。現在の日高川町の北西部、日高川の中流域にあたる。

## 地理
- 山岳：長者ヶ峰、飯盛山、後山、犬ヶ丈山
- 河川：日高川、伊佐の川、高津尾川

## 歴史
- 1889年（明治22年）4月1日 - 町村制の施行により、船津村・藤野川村・西原村・高津尾村・高津尾川村・三十木村・姉子村・原日浦村・三十井川村の区域をもって発足。
- 1956年（昭和31年）8月1日 - 川中村と合併して中津村が発足。同日船着村廃止。